# Емірджан Гюрлюк
Емірджан Гюрлюк (тур. Emircan Gürlük нар. 15 жовтня 2003, Бінгьоль, Туреччина) — турецький футболіст, нападник російського клубу «Оренбург».

## Ігрова кар'єра
Першим клубом Емірджана Гюрлюк був столичний «Галатасарай». У 2019 році він приєднався до молодіжної команди «Алтинорду». У січні 2021 року футболіст дебютував на професійному рівні у матчі Першої ліги.
Влітку 2023 року Гюрлюк підписав контракт з клубом російської Прем'єр-ліги «Оренбург».